# Говоров, Владимир Леонидович
Влади́мир Леони́дович Го́воров (18 октября 1924 года, Одесса, УССР, СССР — 13 августа 2006 года, Москва, Российская Федерация) — советский военачальник, генерал армии (1977). Герой Советского Союза (17.10.1984). Член ЦК КПСС (1981—1990).

## Биография
Владимир Леонидович Говоров родился 18 октября 1924 года в Одессе в семье будущего Маршала Советского Союза Л. А. Говорова, русский.
В 1938 году в возрасте 14 лет вместе со школьным товарищем решил отправиться в Испанию, чтобы воевать в республиканской армии в гражданской войне в Испании. Они бежали из дома, добрались из Москвы в Туапсе, где нашли отходящее в Испанию судно, скрытно пробрались на него и были обнаружены уже в море.
В 1942 году закончил 2-ю Московскую специальную артиллерийскую школу.

### Великая Отечественная война
В июне 1942 года был призван в ряды РККА. В 1943 году окончил Рязанское артиллерийское училище.
С октября 1943 года принимал участие в боях на фронтах Великой Отечественной войны. Командовал огневым взводом, затем артиллерийской батареей 267-го гвардейского артиллерийского полка 19-й гвардейской пушечной артиллерийской бригады на Ленинградском и 2-м Прибалтийском фронтах.
Участвовал в обороне Ленинграда, наступательных операциях советских войск в Прибалтике, блокаде Курляндской группировки. Был ранен и награждён орденом Отечественной войны II степени.

### Послевоенная карьера
В 1946 году окончил Высшую офицерскую артиллерийскую школу, после чего командовал артиллерийским дивизионом.
С окончанием в 1949 году Военной академии имени М. В. Фрунзе служил в Калининградской области (Прибалтийский военный округ) на должности заместителя командира механизированного полка, с 1952 года — на должности командира этого же полка в составе 11-й армии. В 1956 году был назначен на должность заместителя командира дивизии, а в сентябре 1958 года — на должность командира 57-й гвардейской мотострелковой дивизии в 8-й гвардейской армии Группы советских войск в Германии.
В июне 1961 поступил и в 1963 году окончил Военную академию Генерального штаба с золотой медалью, после чего служил в Группе советских войск в Германии на должностях начальника штаба — первого заместителя командующего (с сентября 1963), а с 1 июля 1967 года — на должности командующего 2-й гвардейской танковой армией. 28 мая 1969 года был назначен на должность первого заместителя Главнокомандующего Группой советских войск в Германии.
С июня 1971 года — командующий войсками Прибалтийского военного округа.
С июля 1972 года — командующий войсками Московского военного округа. Одновременно — начальник Московского гарнизона. Летом 1972 года руководил тушением пожаров на территории Московского военного округа, тогда же впервые применил трубопроводные войска для тушения торфяных пожаров.

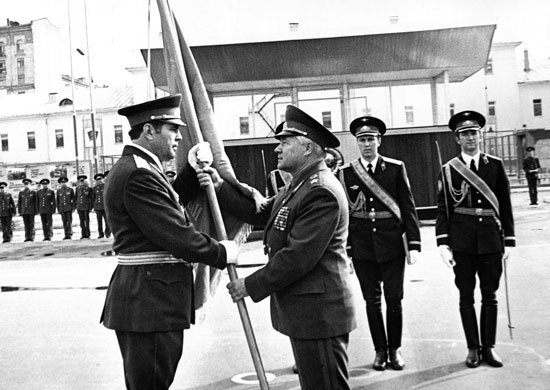
Генерал армии Говоров вручает Боевое знамя командиру 154 ОКП, 1980 год

28 октября 1977 года ему было присвоено воинское звание генерала армии.
С 1972 по 1980 годы и в 1995 году командовал парадами на Красной площади.
В декабре 1980 года был назначен на должность главнокомандующего войсками Дальнего Востока, размещавшихся на территории в 11 млн кв. километров и включавших в себя Забайкальский и Дальневосточный военные округа, Тихоокеанский флот, а также советские войска на территории Монголии. Осуществлял взаимодействие советской группировки с армиями Вьетнама, Кампучии, Лаоса и Монголии. Вёл большую общественно-политическую работу и пользовался огромным авторитетом, ему было присвоено звание почётного гражданина Улан-Удэ.
Указом Президиума Верховного Совета СССР от 17 октября 1984 года за большой вклад, внесённый в дело повышения боевой готовности войск, умелое руководство частями, соединениями и объединениями, личное мужество и отвагу, проявленные в борьбе с немецко-фашистскими захватчиками в годы Великой Отечественной войны, и в связи с 60-летием со дня рождения генералу армии Владимиру Леонидовичу Говорову присвоено звание Героя Советского Союза с вручением ордена Ленина и медали «Золотая Звезда» (№ 11520).
19 июня 1984 года был назначен на должность Главного инспектора Министерства Обороны СССР — заместителя Министра обороны СССР, а 11 июля 1986 года — на должность начальника Гражданской обороны СССР — заместителя Министра обороны СССР. Руководил ликвидацией последствий аварии на Чернобыльской АЭС и всех катастроф, произошедших в СССР. Благодаря В. Л. Говорову в Гражданской обороне СССР была начата масштабная перестройка, целью которой была её переориентация на чрезвычайные ситуации, происходящие в мирное время. Гражданская оборона СССР стала основой созданного впоследствии МЧС России.
15 августа 1991 года подал рапорт на увольнение из рядов ВС СССР, 17 августа 1991 года указом Президента СССР М. С. Горбачёва № УП-2405 освобождён от должности начальника Гражданской обороны, в 1992 году уволен в отставку.
Кандидат в члены ЦК КПСС с 1976 года. Член ЦК КПСС в 1981–1990 годах. Депутат Верховного Совета СССР: Совета Союза 8-10 созывов (1972—1984) от Тульской области, Совета Национальностей 11 созыва (1984—1989) от Бурятской АССР.
Весной 1989 года избран народным депутатом СССР от Грозненского сельского национально-территориального избирательного округа № 672 Чечено-Ингушской АССР.

### Общественная деятельность

Памятник на Новодевичьем кладбище Москвы

С июля 1994 года — председатель Комитета общероссийской общественной организации ветеранов войны. С 2001 года — председатель Российского комитета ветеранов войны и военной службы (РКВВ). В короткие сроки ему удалось сплотить многочисленные региональные ветеранские организации и превратить РКВВ в сильную общественную структуру, способную отстаивать интересы ветеранов всех войн на самых высоких уровнях власти, а также активизировать работу по военно-патриотическому воспитанию молодёжи. Таковой РКВВ оставался вплоть до ухода В. Л. Говорова из жизни.
В. Л. Говоров был членом Общественной палаты Российской Федерации и участвовал в международной деятельности. Он по праву считался одним из лидеров международного ветеранского движения, о чём свидетельствует его избрание вице-президентом Всемирной федерации ветеранов войны. Он был одним из организаторов Международной конференции ветеранских организаций стран Центральной и Восточной Европы, проходившей в Москве в 1997 году, где выступил и внёс конкретные предложения по вопросам дальнейшего развития мирового ветеранского движения. Под его руководством были налажены тесные связи с национальными ветеранскими организациями более 40 стран мира.
Руководил мероприятиями по подготовке к празднованию юбилеев Великой Победы. Много лет был членом Российского организационного комитета «Победа». 9 мая 1995 года командовал парадом ветеранов на Красной площади в Москве, посвящённом 50-летию Победы в Великой Отечественной войне. В 2000 году принял участие в Параде Победы, который стал последним парадом, на котором ветераны прошли по Красной площади в пешем строю.
28 июня 2005 года подписал «Письмо в поддержку приговора бывшим руководителям „ЮКОСа“» в числе других 50 представителей общественности.
Жил в Москве. Умер 13 августа 2006 года. Похоронен на Новодевичьем кладбище.

## Высшие воинские звания
- Генерал-майор (6.05.1961).
- Генерал-лейтенант (25.12.1967).
- Генерал-полковник (29.04.1970).
- Генерал армии (28.10.1977).

## Награды
- Герой Советского Союза (17.10.1984);
- Орден «За заслуги перед Отечеством» III степени (19.10.1999) — за заслуги в военно-патриотическом воспитании молодёжи и большую работу по социальной защите ветеранов[9];
- Орден Дружбы (25.11.1994) — за высокие показатели в подготовке военных кадров, большой личный вклад в укрепление дружбы и сотрудничества наций и народностей и активное участие в патриотическом воспитании молодёжи[10][11];
- Два ордена Ленина (1980, 1984);
- Два ордена Красного Знамени (1967, 1972);
- Орден Отечественной войны I и II степеней (1944, 1985);
- Орден «За службу Родине в Вооружённых Силах СССР» II и III степеней (1983, 1975);
- Медали России и СССР;
- Благодарность Президента Российской Федерации (18.10.2004) — за многолетнюю плодотворную работу по социальной поддержке ветеранов и патриотическому воспитанию молодёжи[12];
- Почётная грамота Правительства Российской Федерации (19.10.1999) — за заслуги в укреплении обороноспособности страны, плодотворную общественную деятельность и в связи с 75-летием со дня рождения[13];
- Орден Святого благоверного великого князя Димитрия Донского II степени (2005, РПЦ)[14].

Иностранные награды
- Боевой орден «За заслуги перед народом и Отечеством» в золоте (ГДР, 1970);
- Орден «9 сентября 1944 года» I степени (Болгария);
- Орден Сухэ-Батора (Монголия);
- Орден Боевого Красного Знамени (Монголия);
- Орден «За боевые заслуги» (Монголия);
- Медаль «30 лет Национальной Народной Армии» (ГДР, 12.03.1986);
- Медаль «Братство по оружию» (Польша, 12.10.1988);
- Медаль «За боевое содружество» I степени (Венгрия, 20.06.1980);
- Медаль «За укрепление дружбы по оружию» в золоте (ЧССР, 20.03.1970);
- Медаль «40 лет освобождения Чехословакии Советской Армией» (ЧССР, 28.03.1985);
- Медаль «40 лет Победы над гитлеровским фашизмом» (Болгария, 16.05.1985);
- Медаль «100 лет Освобождения Болгарии от османского рабства» (Болгария);
- Медаль «20-я годовщина Революционных Вооруженных сил Кубы» (Куба, 1976);
- Медаль «30-я годовщина Революционных Вооруженных сил Кубы» (Куба, 24.11.1986);
- Медаль «50 лет Монгольской Народной Армии» (Монголия, 15.03.1971);
- Медаль «50 лет Монгольской Народной Революции» (Монголия, 16.12.1971);
- Медаль «60 лет Вооруженным силам МНР» (Монголия, 1981);
- Медаль «30 лет Победы над милитаристской Японией» (Монголия, 08.01.1976);
- Медаль «40 лет Халхин-Гольской Победы» (Монголия, 26.11.1979);
- Медаль «40 лет освобождения Кореи» (КНДР, 10.08.1985).

Почётные звания
- Почётный гражданин Улан-Удэ.

## Память
- Мемориальная доска на здании МЧС России в Москве.
- Мемориальная доска на здании бывшего штаба Московского ВО в Москве (Космодамианская набережная, 24).